# Gospa Vidoška
Blažena Djevica Marija koja se pod tim imenom štuje u župi Vidoši, općina Livno, Federacija Bosne i Hercegovine, BiH.
Ovo mjesto središte je svetkovine Uznesenja Blažene Djevice Marije na nebo livanjskog dekanata, koja se slavi 15. kolovoza svake godine. 
Blagdan župe je 8. prosinca, kad se slavi Bezgrešno začeće Blažene Djevice Marije, kojoj je ova crkva posvećena.
Kip Gospe Vidoške dar je, zalaganjem austrijskog vicekonzula u Livnu Josipa Dragomanovića, Društva Bezgrešnog začeća Blažene Djevice Marije iz Beča, 1875. godine ovoj crkvi. Kruna na Gospinu kipu pozlaćena je 1953. godine. Novac za pozlatu skupile su djevojke iz vidoške župe. 
U velikoj svečanosti priređenoj tom prilikom, 42. djevojke nosile su u procesiji krunu od župnog stana do crkve. Tri godine kasnije postavljen je novi podest za Gospin kip, te novi pozlaćeni okvir.
Spisatelj fra Jozo Mihaljević (1955. – 2006.) zagovornici ovog mjesta skladovao je prikladnu pjesmu:
```
Pjesma Gospi Vidoškoj

Bezgrešna djevice, Vidoše krasiš
čuj nas o Majko ti, što boli blažiš:
Zdravo, zdravo Marijo
Zdravo Gospe Vidoška

Tužni i nevoljni idemo k tebi
Primi nas Majko, i privini k sebi:
Zdravo, zdravo Marijo
Zdravo Gospe Vidoška

Žalošne utješi, bolesne liječi,
svima nam pomogni paklu izbjeći:
Zdravo, zdravo Marijo
Zdravo Gospe Vidoška

Bila si Majko ti, na pomoć svima
bjednima, žalosnim i grešnicima:
Zdravo, zdravo Marijo
Zdravo Gospe Vidoška

```

U ovom mjestu rado se pjeva bećarac „Gospe moja na Vidoškoj gredi, koga volim toga mi odredi".

## Unutarnje poveznice
- Vidoši

## Vanjske poveznice
- Župa Vidoši  Arhivirana inačica izvorne stranice od 20. ožujka 2020. (Wayback Machine)